# Айлтон (Калифорния)
Айлтон (англ. Isleton) — город в округе Сакраменто в штате Калифорния в Соединённых Штатах Америки.
Согласно данным переписи населения США 2020 года число жителей города 
составляло 794 человека, что чуть меньше (− 1.2%), чем было во время предыдущей переписи проводившейся в 2010 году (804 человека).

## История
Айлтон был основан в 1874 году Джозайей Пулом (англ. Josiah Poole), который построил причал на реке Сакраменто. Однако Айлтон был затоплен в 1878 и 1881 годах, что вызвало у Пула финансовые трудности и заставило его переехать. Сообщество также пострадало от наводнений 1890, 1907 и 1972 годах. 
По мере развития сельского хозяйства в окрестностях в Айлтоне и других городах дельты открылись три консервных завода. Рабочие консервных заводов в то время на 90 процентов состояли из азиатов. Китайский и японский кварталы города включены в Национальный реестр исторических мест США.
Своего максимального показателя (2090 человек) численность населения города достигла в 1930 году, и с тех пор, за исключением 1980-х годов, количество горожан постоянно сокращается.
Отель «Дель Рио» (англ. Hotel del Rio) в Айлтоне был построен в 1949 году, он упоминается Эрлом Стэнли Гарднером в его детективном романе «Дело о поющей юбочке» о Перри Мейсоне, который увидел свет в 1959 году.

## География
Согласно данным Бюро переписи населения США, общая площадь города составляет 0,5 квадратных мили (1,3 км2), из которых 0,4 квадратных мили (1,0 км2) занимает суша и 0,05 квадратных мили (0,13 км2 или 10,50%) приходится на водную поверхность.